# Centralni stadion (Kazanj)
Centralni stadion (rus. Центральный стадион) je višenamjenski stadion koji se nalazi u ruskom gradu Kazanu a njegov primarni korisnik je nogometni klub Rubin Kazan. 2010. godine UEFA je stadion uvrstila u kategoriju s 4 zvjezdice. Od 2014. godine FK Rubin Kazan primarno rabi novi stadion, Arenu Kazanj.

## Povijest
Stadion je službeno otvoren 25. lipnja 1960. dok je prva nogometna utakmica odigrana 21. kolovoza iste godine između tadašnje Iskre Kazan koja je s visokih 4:1 pobijedila Metalurg Kamensk-Uralsk. Tada se stadion zvao Stadion Lenjin.
2006. je izvršena obnova stadiona koja je uključivala postavljanje velikog digitalnog ekrana, reflektora koji su omogućavali osvjetljenje od 1.385 luxa te 31 sigurnosne kamere (18 unutar a 13 izvan stadiona). Kapacite Centralnog stadiona iznosi 30.133 mjesta (uključujući 133 VIP mjesta). Sportskim novinarima je namijenjeno 43 mjesta.
Sportski teren Centralnog stadiona je od prirodne trave.
Iza stadiona se nalazi sportska dvorana namijenjena nogometu i atletici.